# Jouin (saint)
Pour les articles homonymes, voir Jouin et Saint-Jouin.
Jouin (Jovin, Juvin ou Jovinus) est un ermite poitevin du IVe siècle, puis chef d'une communauté monastique qui devint le monastère Saint-Jouin-de-Marnes, l'un des plus anciens de France. Il est vénéré comme saint par l'Église catholique et fêté localement le 1er juin ou conjointement avec les autres saints moines et ermites du Poitou le 13 novembre.

## Biographie
Il serait originaire de Silly, vers Loudun, issu d'une famille aisée. Son frère Saint Maximin était l'un des premiers archevêques de Trêves. Selon la légende, vers 342, Jovinus fonda un oratoire près d'Ension. Un monastère y fut fondé plus tard, portant initialement le nom du village gallo-romain, Ension, puis le nom de Saint-Jouin de Marnes, qui allait devenir l'un des premiers centres de diffusion du christianisme dans la région. Il devient, après l'abbaye Saint-Martin de Ligugé (Vienne) fondée en 361 par Saint Martin de Tours, l'un des plus anciens monastères de France. 

## Culte
Sa prédication et sa conduite bienveillante ont conduit au culte de Saint Jouin. Ses os ont été conservés comme reliques dans la petite église du monastère carolingien.
Sa fête est fixée au 1er juin mais il est aujourd'hui fêté par le diocèse de Poitiers le 13 novembre conjointement avec tous les saints moines et ermites du Poitou.
De nombreuses églises et communes de la région ont été nommées d'après lui.